# Palma (dystrykt)
Palma – dystrykt w północno-wschodnim Mozambiku, w prowincji Cabo Delgado, na granicy z Tanzanią. W 2021 roku populacja wynosiła 76 197 osób. Stolicą i głównym miastem jest Palma.